# Beckedorf (Schwanewede)
Beckedorf (niederdeutsch Beckdorp) ist ein Ortsteil der Gemeinde Schwanewede im Landkreis Osterholz in Niedersachsen. Zu Beckedorf gehören die Ortslagen Fredeholz, Rosenbusch, Sandfurt, Schwankenfurt, Vollershagen, Wehrmoor und Wölpsche.

## Lage
Der Ort grenzt im Westen, Süden und Osten an die Bremer Stadtteile Blumenthal und Vegesack und hat daher nur wenige Verbindungen mit dem restlichen Gemeindegebiet. Bei der namensgebenden Beckedorfer Beeke handelt es sich um einen Geestbach, der über die Blumenthaler Aue in Blumenthal in die Weser mündet.

## Geschichte
In der ersten urkundlichen Erwähnung Beckedorfs aus dem Jahr 1260 wird die Ortschaft als Bauerngemeinde bezeichnet. Aufgrund von Urnenfunden wird allerdings vermutet, dass hier schon in der Bronzezeit eine Siedlung bestand. Das älteste heute noch bestehende Haus stammt aus dem Jahre 1535.
Beckedorf gehörte zum Amt Blumenthal. 1436 wurde diese Vogtei durch Bremen als Pfand erworben. Die Verwaltung des gesamten Amtsbezirkes wurde etwa ab 1600 durch einen vom bremischen Senat entsandten Amtsmann durchgeführt. Nach dem Ersten Bremisch-Schwedischen Krieg jedoch musste Bremen im Ersten Stader Vergleich seine Ansprüche an dem Amtsbezirk und damit an Beckedorf an Schweden abtreten. Bremen verblieb allerdings das Patronatsrecht über die Kirchen des Amtsbezirkes und führte für Schweden die Verwaltung. Dieser Zustand wurde im Friede zu Habenhausen nach dem Zweiten Bremisch-Schwedischen Krieg 1666 bestätigt. 1712 fiel der Amtsbezirk Blumenthal mit den übrigen schwedischen Besitzungen im Herzogtum Bremen an Dänemark, das diese Gebiete 1719 an Hannover verkaufte. Im Zweiten Stader Vergleich verzichtete Bremen endgültig auf die Ansprüche auf das Amt Blumenthal, behielt aber das Patronatsrecht über die kirchlichen Belange. Ab 1885 war Beckedorf ein Teil des neu gegründeten Kreises Blumenthal, der 1932 im Landkreis Osterholz aufging.
Bei der Neuordnung des Gebietes zum 1. November 1939 blieb Beckedorf als selbständige Gemeinde im Landkreis Osterholz, während ein großes Gebiet des Kreises Blumenthal Bremen zugeschlagen wurde. Daraus entstand die „Insellage“ des Ortes, da hierbei die Nachbargemeinden der Stadt Bremen zugeordnet wurden. 1954 wurde vom Rat ein Anschluss an die Stadt Bremen beantragt, der aber 1956 von der niedersächsischen Landesregierung abgelehnt wurde. Da bei der Neugliederung zwei Bundesländer betroffen gewesen wären, hätte es hier einer Volksabstimmung bedurft.
Am 1. März 1974 wurde Beckedorf in die Gemeinde Schwanewede eingegliedert.
Die Einwohnerzahl Beckedorfs betrug Ende 2006 rund 1.400.

## Politik

### Ortsrat
Innerhalb der Gemeinde Schwanewede werden die örtlichen Belange Beckedorfs durch den Ortsrat wahrgenommen. Dieser besteht derzeit aus sieben regulären und drei beratenden Mitgliedern. Aus seiner Mitte bestimmt der Ortsrat einen Vorsitzenden, der die Bezeichnung „Ortsbürgermeister“ führt. Der Ortsrat hat die Belange der Ortschaft zu wahren und auf ihre gedeihliche Entwicklung innerhalb der Gemeinde hinzuwirken. In diesem Zusammenhang gehören Regelungen zu örtlichen öffentlichen Einrichtungen, die Förderung des Vereinslebens (Kultur und Sport), die Priorisierung von Baumaßnahmen sowie die Repräsentation der Ortschaft zu seinen Aufgaben. Zu anderen die Ortschaft betreffenden Angelegenheiten, die in die Zuständigkeit des Gemeinderates fallen, ist der Ortsrat zuvor zu hören.
Die aktuelle Amtszeit begann am 1. November 2021 und endet am 31. Oktober 2026.

### Sitzverteilung

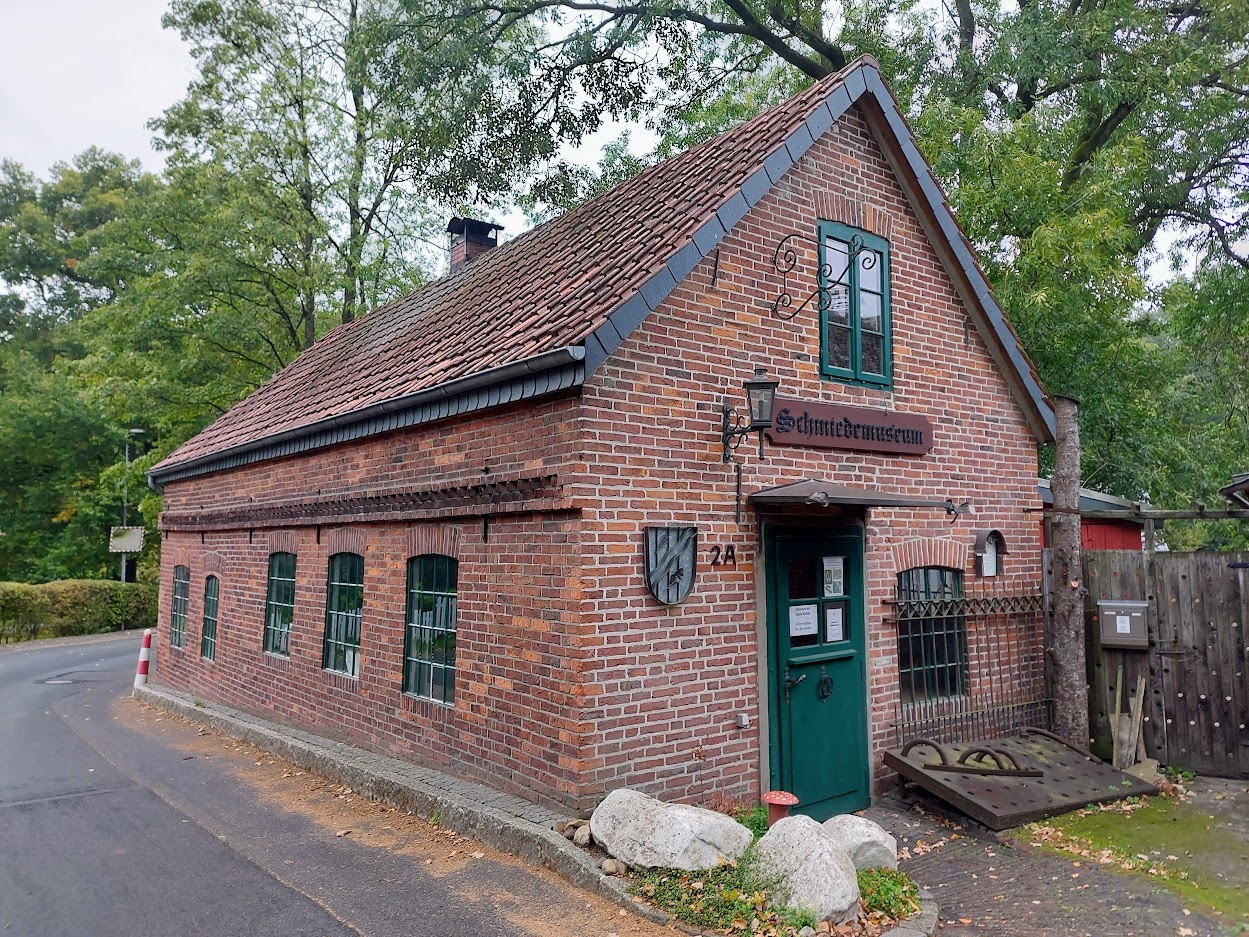
Schmiedemuseum Beckedorf

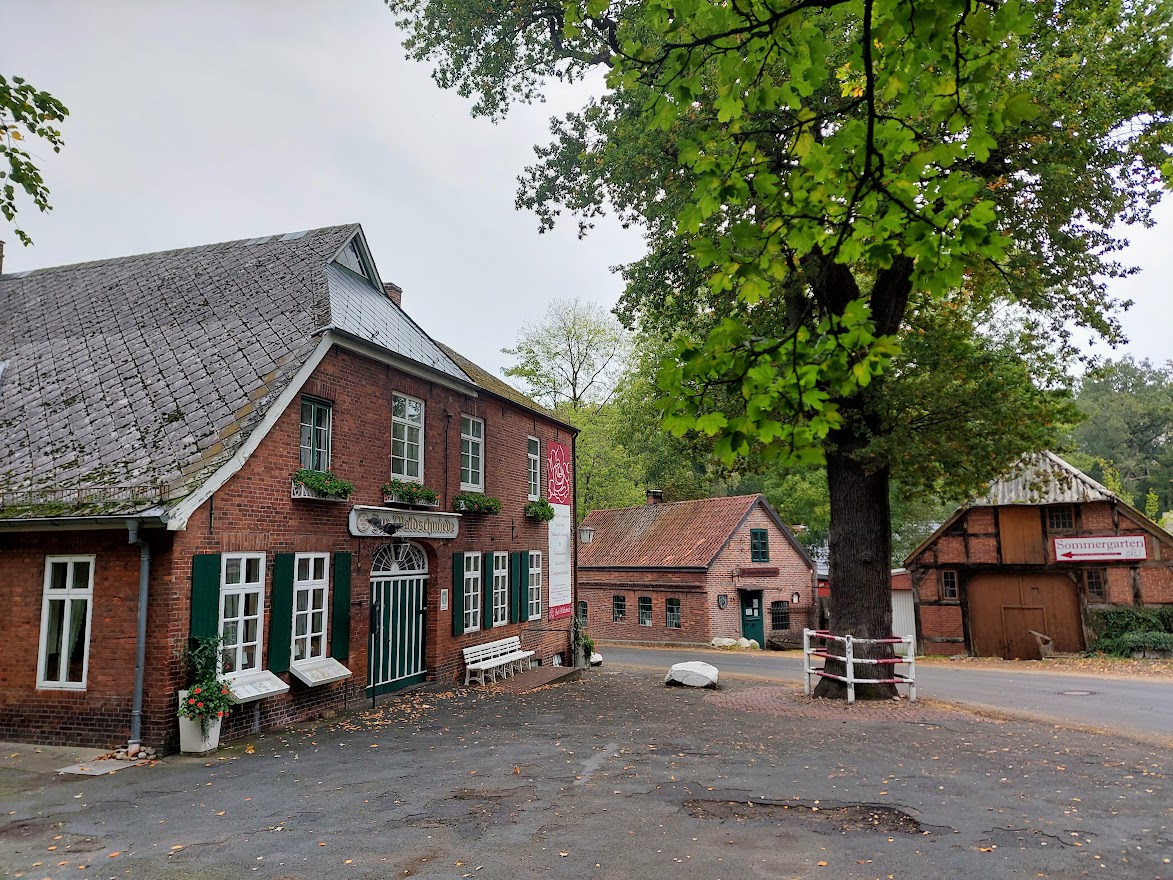
An der Waldschmiede

| Wahljahr | CDU | SPD | Gesamt  |
| 2021     | 4   | 3   | 7 Sitze |
| 2016     | 4   | 3   | 7 Sitze |
| 2011     | 3   | 4   | 7 Sitze |
| 2006     | 3   | 4   | 7 Sitze |

## Kultur und Sehenswürdigkeiten

### Beckedorfer Schmiedemuseum
Sehenswert ist die 1812 gegründete „Wildhacksche Waldschmiede“. Nach Aufgabe des Handwerksbetriebs kam 1988 zwischen der Gemeinde Schwanewede und der Besitzerfamilie eine Vereinbarung über den Erhalt des Gebäudes mit der historischen Schmiede zustande. Das dort 1996 eröffnete Beckedorfer Schmiedemuseum wird seither vom gleichnamigen Förderverein betrieben. Es widmet sich vor allem dem Schmiedehandwerk im 19. Jahrhundert. Neben einer voll funktionsfähigen Schmiede mit Esse, Blasebalg und historischen Werkzeugen werden in einem kleinen Ausstellungsraum Dokumente, Werkzeichnungen und Schmiedeerzeugnisse ausgestellt. Außerdem sind eine Gesellenkammer und eine Sonderausstellung zur Bedeutung des Schmiedehandwerks für den Walfang für die Region Bremen-Nord im 19. Jahrhundert zu besichtigen.
Das kleine Museum ist außer an Feiertagen jeden Freitagnachmittag geöffnet und kann zudem nach Terminabsprache besichtigt werden. Darüber hinaus werden verschiedene Schmiedekurse angeboten. An jedem 1. Mai wird ein „Schmiedefest“ veranstaltet, das rund um die Schmiede und die gegenüberliegende Gaststätte „Zur Waldschmiede“ (mit Biergarten) stattfindet und das von verschiedenen Aktionen wie Schmiedevorführungen im Schmiedemuseum und auf dem Freigelände begleitet wird.

### Vereine
In Beckedorf existieren mehrere Vereine, die in den Bereichen Kultur, Sport, Mäzenatentum und Gemeinschaftsförderung tätig sind.

## Persönlichkeiten
- Gustav Burosch (1938–2022), Mathematiker und Hochschullehrer an der Universität Rostock; war von 1974 bis 1990 der Leiter der DDR-Mannschaften bei den Internationalen Mathematik-Olympiaden.

## Infrastruktur

### Öffentliche Einrichtungen
- Kindergarten mit zwei Betreuungsgruppen für insgesamt etwa 50 Kinder
- eine zweizügige Grundschule, deren Einzugsbereich sich auf die Ortschaften Beckedorf, Leuchtenburg und Löhnhorst erstreckt
- Sporthalle
- Jugendraum im Rahmen der dezentralen Jugendarbeit der Gemeinde Schwanewede

### Verkehr
Die Bus-Linien 642, 644 und die Linie 677 der Weser-Ems Bus verbinden Beckedorf mit Vegesack, Schwanewede, Meyenburg und Uthlede.
Die Linie 642 fährt von der (H) Schwanewede, Waldschule zur (H) Beckedorf, Wiesenschule und ab dort weiter zur (H) Löhnhorst, Am Waldesrand.
Die Linie 644 fährt von der (H) Hagen im Bremischen, Schulzentrum zur (H) Beckedorf, Aumunder Weidestr.
Die Linie 677 fährt vom Bhf. Vegesack, über Aumund/Beckedorf/Schwanewede, Metjensande, Meyenburg bis zur Haltestelle Uthlede, Ellhornstr.
Seit dem 1. August 2017 gehören die Linien 642/644/677 dem Weser-Ems-Busverkehr GmbH Bremen.
Der südliche Teil der Ortschaft ist mit der Linie RS 1 der Regio-S-Bahn Bremen/Niedersachsen im 30-Minuten-Takt von Bremen-Vegesack und Bremen-Farge aus erreichbar.
| Linie | Verlauf | Takt                                            |
| ----- | --- | ----------------------------------------------- |
| RS 1  | Bremen-Farge – Bremen Turnerstraße – Bremen Kreinsloger – Bremen Mühlenstraße – Bremen-Blumenthal – Bremen Klinikum Nord/Beckedorf – Bremen-Aumund – Bremen-Vegesack – Bremen-Schönebeck – Bremen-St. Magnus – Bremen-Lesum – Bremen-Burg – Bremen-Oslebshausen – Bremen-Walle – Bremen Hbf – Bremen-Sebaldsbrück – Bremen-Mahndorf – Achim – Baden (Kr Verden) – Etelsen – Langwedel – Verden (Aller) Stand: Fahrplanwechsel Dezember 2023 | 30 min 60 min (Bremen Hbf–Verden am Wochenende) |